# Shadows House
Shadows House (シャドーハウス?, Shadō Hausu) è un manga scritto e disegnato dal duo Somato. L'opera è serializzata sul Weekly Young Jump di Shūeisha a partire dal 6 settembre 2018. Un adattamento anime realizzato dallo studio CloverWorks è andato in onda da aprile a luglio 2021.
L'edizione italiana è pubblicata da Edizioni BD sotto l'etichetta J-Pop, a partire dal 14 aprile 2021.

## Trama
In una vasta e oscura villa, gli abitanti della Casa delle Ombre vivono assistiti dai loro partner, delle bambole viventi che puliscono all'infinito la fuliggine creata dai loro misteriosi padroni. La protagonista della storia è Emilico, una giovane e allegra bambola vivente, nonché assistente personale della nobile Kate Shadow. Quest'ultima è una delle regali ombre senza volto che governano la villa e che fa la conoscenza di Emilico, con la quale decide di scoprire i misteriosi segreti del luogo in cui abitano, finendo per essere coinvolte nei meccanismi interni della società delle ombre.

## Personaggi

### Bambole viventi
Emilico (エミリコ?, Emiriko)
Doppiata da: Yū Sasahara
La bambola vivente di Kate, secondo l’anime le è stato dato il nome della protagonista omonima di un libro di fiabe che piaceva a Kate, invece secondo il manga il nome di Emilico deriva da Emily, la donna che crebbe Kate prima del suo ingresso alla villa ( l’argomento viene approfondito e spiegato nel decimo volume del manga). Emilico è caratterizzata dal suo carattere allegro, ottimista e gentile, così come dalla sua tendenza a cercare di aiutare chiunque abbia bisogno. Oltre ad essere la bambola vivente di Kate, è un membro della squadra di pulizie 10 con Lou, Rosemary e Mia, e in seguito ne diventa la leader. Nonostante condividano personalità molto diverse, lei e Kate vanno molto d'accordo. Mentre indagano più a fondo nei segreti della Casa delle Ombre, inizia a riacquistare i ricordi della sua vita prima di diventare una bambola vivente.
Lou (ルウ?, Rū)
Doppiata da: Ayane Sakura
Una ragazza tranquilla, obbediente ed estremamente bella, è la bambola vivente di Louise. Nonostante sia svogliata nella maggior parte delle occasioni, dimostra anche di essere molto determinata e risoluta quando si concentra sulle cose che le interessano.
Shaun (ショーン?, Shōn)
Doppiato da: Kōdai Sakai
Un ragazzo intelligente e risoluto che è la bambola vivente di John. Inizialmente era sotto gli effetti di un caffè che gli aveva fatto il lavaggio del cervello, ma dopo aver ricevuto una breve scazzotta da John, torna in sé. Diventa il compagno più fidato di Emilico e Kate insieme al suo padrone mentre si ribellano contro la Casa delle Ombre.
Ricky (リッキー?, Rikkī)
Doppiato da: Reiji Kawashima
Un'arrogante bambola vivente innamorata di Lou.
Ram (ラム?, Ramu)
Doppiata da: Shino Shimoji
Una bambola vivente timida e riservata che raramente parla con nessuno, nemmeno con il suo padrone Shirley. Dopo aver fallito nei suoi primi compiti, Ram viene apparentemente distrutta come se fosse uno strumento difettoso, in seguito si ipotizza che sia stata trasformata in un senza volto. Successivamente si scopre che ha mantenuto il suo senso della propria esistenza grazie a Shirley, e diventa un membro per la ribellione operata da Kate.
Mia (ミア?)
Doppiata da: Saori Ōnishi
bambola vivente di Sarah e membro della squadra di Emilico
Rosemary (ローズマリー?, Rōzumarī)
Doppiata da: Mai Nakahara

Barbie (バービー?, Bābī)
Doppiata da: Rie Kugimiya

### Famiglia delle ombre
Kate Shadow (ケイト・シャドー?, Keito Shadō)
Doppiata da: Akari Kitō
L'ombra di Emilico. La sua intelligenza e il suo comportamento calmo la rendono un'esperta nella risoluzione dei problemi e nel mantenere la lucidità nelle situazioni difficili, di fatto è l'opposto della personalità più schietta e ingenua di Emilico. Sebbene all'inizio sia un po' distante, Kate si affeziona rapidamente a Emilico, godendosi il tempo trascorso insieme. Si è assunta immediatamente il compito di liberare Emilico dal lavaggio del cervello e usa i suoi poteri della fuliggine per salvarla in più occasioni. Sospettosa della Casa delle Ombre e della sua gerarchia, Kate si allea poco a poco con Emilico per organizzare una ribellione all'interno della villa.
Louise (ルイーズ?, Ruīzu)
Doppiato da: Ayane Sakura
John (ジョン?, Jon)
Doppiato da: Kōdai Sakai
Patrick (パトリック?, Patorikku)
Doppiato da: Reiji Kawashima
Shirley (シャーリー?, Shārī)
Doppiata da: Shino Shimoji
Sarah (サラ?, Sara)
Doppiata da: Saori Ōnishi
Un’ombra fedelissima alla villa disposta a fare di tutto per diventare adulta
Maryrose (マリーローズ?, Marīrōzu)
Doppiata da: Mai Nakahara
Barbara (バーバラ?, Bābara)
Doppiata da: Rie Kugimiya
Ryan (ライアン?, Raian)
Doppiato da: Daisuke Kishio
Dorothy (ドロシー?, Doroshī)
Doppiata da: Yōko Hikasa
Joseph (ジョゼフ?, Jozefu)
Doppiato da: Kenta Miyake
Sophie (ソフィ?, Sofi)
Doppiata da: Yumiri Hanamori

### Altri personaggi
Edward (エドワード?, Edowādo)
Doppiato da: Wataru Hatano

## Media

### Manga
Il manga, scritto e disegnato dal duo Somato, inizia la serializzazione sul Weekly Young Jump di Shūeisha il 6 settembre 2018. A partire da gennaio 2019, l'opera viene raccolta in volumi tankōbon, venti a luglio 2025.
A marzo 2021, Edizioni BD annuncia la pubblicazione in Italia dell'opera sotto l'etichetta J-Pop, con la pubblicazione del primo volume il 14 aprile. La traduzione dei testi è curata da Christine Minutoli, mentre il lettering è realizzato da Mauro Saieva.
La serie viene distribuita anche negli Stati Uniti da Yen Press, in Francia da Glénat, in Spagna da Milky Way Ediciones, in Germania da Manga Cult, in Polonia da Waneko e in Vietnam da Nhà xuất bản Kim Đồng.

#### Volumi
| 1  | 18 aprile 2019 | ISBN 978-4-08-891184-7 | 14 aprile 2021    | ISBN 978-88-349-0600-2 |
| 1  | Capitoli - 1. (ケイトとエミリコ?, Keito to Emiriko) - 2. (壊れた人形は?, Kowareta ningyō wa) - 3. (説明書?, Setsumeisho) - 4. (すすだるま?, Susu daruma) - 5. (空腹?, Kūfuku) - 6. (鏡?, Kagami) - 7. (別の顔?, Betsu no kao) - 8. (部屋の外には?, Heya no soto ni wa) - 9. (すす取りの間?, Susutori no ma) - 10. (落ちない汚れ?, Ochinai yogore) - 11. (お披露目前の二人?, Ohirome mae no futari) - 12. (汚しながら?, Yogoshi nagara) |                        |                   |                        |
| 2  | 17 maggio 2019 | ISBN 978-4-08-891266-0 | 16 giugno 2021    | ISBN 978-88-349-0670-5 |
| 2  | Capitoli - 13. (授業?, Jugyō) - 14. (亡霊?, Bōrei) - 15. (動く人形?, Ugoku ningyō) - 16. (洗浄の日?, Senjō no hi) - 17. (星つき?, Hoshi-tsuki) - 18. (深夜の見回りにて?, Shin'ya no mimawari nite) - 19. (余計なこと?, Yokei na koto) - 20. (親切なお影様?, Shinsetsu na okage-sama) - 21. (前夜?, Zen'ya) - 22. (五対の新人?, Gotsui no shinjin) - 23. (格付け?, Kakuzuke) - 24. (名前?, Namae) |                        |                   |                        |
| 3  | 19 settembre 2019 | ISBN 978-4-08-891363-6 | 4 agosto 2021     | ISBN 978-88-349-0727-6 |
| 3  | Capitoli - 25. (審査基準?, Shinsa kijun) - 26. (不揃いな道具たち?, Fuzoroi na dōgu-tachi) - 27. (庭園迷路?, Teien meiro) - 28. (視線?, Shisen) - 29. (不完全な地図?, Fukanzen na chizu) - 30. (黒い点?, Kuroi ten) - 31. (失敗?, Shippai) - 32. (浮かび上がる細工?, Ukabiagaru zaiku) - 33. (首席?, Shuseki) - 34. (いつもの姿?, Itsumo no sugata) - 35. (見えないから?, Mienai kara) - 36. (試験官?, Shiken-kan) |                        |                   |                        |
| 4  | 19 febbraio 2020 | ISBN 978-4-08-891461-9 | 13 ottobre 2021   | ISBN 978-88-349-0781-8 |
| 4  | Capitoli - 37. (「顔」?, "Kao") - 38. (合格?, Gōkaku) - 39. (一番かわいそうな?, Ichiban kawaisō na) - 40. (不安の煤?, Fuan no susu) - 41. (鳥籠と花?, Torikago to hana) - 42. (解?, Kai) - 43. (最後の一対?, Saigo no ittsui) - 44. (成人になるということ?, Seijin ni naru to iu koto) - 45. (総評?, Sōhyō) - 46. (いきにんぎょう?, Iki ningyō) - 47. (すすによる病 ?, Susu ni yoru yamai) - 48. (日常生活の影?, Nichijō seikatsu no kage) - 49. (すすの能力?, Susu no nōryoku) - 50. (手紙?, Tegami) |                        |                   |                        |
| 5  | 19 giugno 2020 | ISBN 978-4-08-891545-6 | 9 dicembre 2021   | ISBN 978-88-349-0868-6 |
| 5  | Capitoli - 51. (ジョンとショーン?, Jon to Shōn) - 52. (四対の星つき?, Yontsui no hoshitsuki) - 53. (喜びの会?, Yorokobi no kai) - 54. (好敵手たち?, Kōtekishu-tachi) - 55. (ローズマリーの変?, Rōzumarī no hen) - 56. (大掃除?, Ōsōji) - 57. (破鏡不照?, Hakyō fushō) - 58. (犯人候補?, Han'nin kōho) - 59. (散策?, Sansaku) - 60. (研究班?, Kenkyū-han) - 61. (深夜の同期会?, Shin'ya no dōkikai) - 62. (夜の空?, Yoru no sora) |                        |                   |                        |
| 6  | 16 ottobre 2020 | ISBN 978-4-08-891713-9 | 2 febbraio 2022   | ISBN 978-88-349-0923-2 |
| 6  | Capitoli - 63. (集められる生き人形?, Atsumerareru iki ningyō) - 64. (こびりつきについて?, Kobiritsuki ni tsuite) - 65. (お呼ばれについて?, Oyobare ni tsuite) - 66. (婚姻について?, Kon'in ni tsuite) - 67. (ローブ様の正体は...?, Rōbu-sama no shōtai wa...) - 68. (亡霊騒ぎの犯人?, Bōrei sawagi no han'nin) - 69. (理由?, Riyū) - 70. (最後の授業?, Saigo no jugyō) - 71. (お呼ばれとお迎え?, Oyobare to omukae) - 72. (やさしさ?, Yasashi-sa) - 73. (水路の三択?, Suiro no mitaku) - 74. (仲間の価値?, Nakama no kachi)                                                                                   |                        |                   |                        |
| 7  | 18 marzo 2021 | ISBN 978-4-08-891819-8 | 6 aprile 2022     | ISBN 978-88-349-0984-3 |
| 7  | Capitoli - 75. (約束?, Yakusoku) - 76. (消えない傷?, Kienai kizu) - 77. (答えのない選択?, Kotae no nai sentaku) - 78. (ふたりの答え?, Futari no kotae) - 79. (抗う者たち?, Aragau monotachi) - 80. (日常?, Nichijō) - 81. (新しい班長?, Atarashī hanchō) - 82. (エミリコ班?, Emiriko-han) - 83. (難題?, Nandai) - 84. (ルール違反?, Rūru ihan) - 85. (特別な珈琲?, Tokubetsu na kōhī) - 86. (管理者の思惑?, Kanrisha no omowaku) |                        |                   |                        |
| 8  | 18 giugno 2021 | ISBN 978-4-08-892008-5 | 1º giugno 2022    | ISBN 978-88-349-1052-8 |
| 8  | Capitoli - 87. (視察?, Shisatsu) - 88. (値踏み?, Nebumi) - 89. (甘言?, Kangen) - 90. (千載一遇?, Senzai'ichigū) - 91. (ケイト?, Keito) - 92. (顔の見えない人形 (1)?, Kao no mienai ningyō (1)) - 93. (顔の見えない人形 (2)?, Kao no mienai ningyō (2)) - 94. (内通者?, Naitsūsha) - 95. (あれから?, Are kara) - 96. (これから?, Kore kara) - 97. (信じられるもの?, Shinjirareru mono) |                        |                   |                        |
| 9  | 19 novembre 2021 | ISBN 978-4-08-892139-6 | 3 agosto 2022     | ISBN 978-88-349-1109-9 |
| 9  | Capitoli - 98. (仕掛けられた罠?, Shikakerareta wana) - 99. (思わぬ来訪者?, Omowanu raihōsha) - 100. (五対の同期会?, Gotsui no dōki kai) - 101. (絆?, Kizuna) - 102. (思い出?, Omoide) - 103. (前日?, Zenjitsu) - 104. (或る少女の名前?, Aru shōjo no namae) - 105. (約束の星空?, Yakusoku no hoshizora) - 106. (わたしの名前?, Watashi no namae) |                        |                   |                        |
| 10 | 18 marzo 2022 | ISBN 978-4-08-892246-1 | 12 ottobre 2022   | ISBN 978-88-349-1177-8 |
| 10 | Capitoli - 107. (独白?, Dokuhaku) - 108. (生い立ち?, Oitachi) - 109. (シャドーハウス?, Shadō Hausu) - 110. (奇妙な不文律?, Kimyō na fubunritsu) - 111. (森に潜む影?, Mori ni hisomu kage) - 112. (入館?, Nyūkan) - 113. (対の条件?, Ittsui no jōken) - 114. (あなたの名前は?, Anata no namae wa) - 115. (エミリコ?, Emiriko) |                        |                   |                        |
| 11 | 17 giugno 2022 | ISBN 978-4-08-892337-6 | 25 gennaio 2023   | ISBN 978-88-349-1840-1 |
| 11 | Capitoli - 116. (初めてのお遣い?, Hajimete no otsukai) - 117. (勢力図?, Seiryokuzu) - 118. (薔薇の集い?, Bara no tsudoi) - 119. (改革の口火?, Kaikaku no kuchibi) - 120. (ニ極化?, Ni kyoku-ka) - 121. (狩られる者?, Karareru mono) - 122. (決闘?, Kettō) - 123. (間違った選択?, Machigatta sentaku) - 124. (誠意と本意?, Seii to hon'i) |                        |                   |                        |
| 12 | 19 ottobre 2022 | ISBN 978-4-08-892462-5 | 19 luglio 2023    | ISBN 978-88-349-2063-3 |
| 12 | Capitoli - 125. "Bitterness and Sweetness" (苦さと甘さ?, Nigasa to Amasa) - 126. "The Key to Strength" (強さの秘訣?, Tsuyosa no Hiketsu) - 127. "Helping Hand (1)" (救いの手 (1)?, Sukuinote (1)) - 128. "Helping Hand (2)" (救いの手 (2)?, Sukuinote (2)) - 129. "Mysterious Means" (秘密の手段?, Himitsu no Shudan) - 130. "Experiment and Miscalculation" (実験と誤算?, Jikken to Gosan) - 131. "Proving the Hypothesis" (仮説の証明?, Kasetsu no Shōmei) - 132. "Trump Card" (奥の手?, Oku no Te) - 133. "Peerless Existence" (無二の存在?, Muni no Sonzai)                                               |                        |                   |                        |
| 13 | 17 febbraio 2023 | ISBN 978-4-08-892601-8 | 29 novembre 2023  | ISBN 978-88-349-1319-2 |
| 13 | Capitoli - 134. (心?, Kokoro) - 135. (主従関係?, Shujū kankei) - 136. (誰がために?, Taga tame ni) - 137. (がらくた?, Garakuta) - 138. (バトンリレー?, Baton Rirē) - 139. (照合結果?, Shōgō kekka) - 140. (計画の穴?, Keikaku no ana) - 141. (犯行動機?, Hankō dōki) - 142. (学びの成果?, Manabi no seika) |                        |                   |                        |
| 14 | 19 luglio 2023 | ISBN 978-4-08-892771-8 | 20 marzo 2024     | ISBN 978-88-349-2546-1 |
| 14 | Capitoli - 143. (実力差?, Jitsuryoku-sa) - 144. (譲れないもの?, Yuzurenai mono) - 145. (決闘の代償?, Kettō no daishō) - 146. (告自?, Tsuge-ji) - 147. (癒えぬ傷痕?, Ienu kizuato) - 148. (本心?, Honshin) - 149. (ルイス?, Ruisu) - 150. (決意の証?, Ketsui no akashi) - 151. (笑顔?, Egao) - 152. (真実?, Shinjitsu) - 153. (投票結果?, Tōhyō kekka) |                        |                   |                        |
| 15 | 19 ottobre 2023 | ISBN 978-4-08-892865-4 | 19 giugno 2024    | ISBN 978-88-349-2693-2 |
| 15 | Capitoli - 154. "Mission and Responsibility" (使命と責任?, Shimei to sekinin) - 155. "Ephemeral" (かりそめ?, Karisome) - 156. "A Brief Respite" (東の間?, Higashi no Ma) - 157. "Soulmate" (ソウルメイト?, Sōrumeito) - 158. "State of Emergency" (緊急事態?, Kinkyū Jitai) - 159. "The Fragrance of Sin" (罪の香り?, Tsumi no Kaori) - 160. "Margaret" (マーガレット?, Māgaretto) - 161. "Noble Heart" (気高き心?, Kedakaki Kokoro) - 162. "Uncontrollable Situation" (暴走状態?, Bōsō Jōtai) - 163. "Language of Flowers" (花言葉?, Hana Kotoba) - 164. "Fragments of Favor" (恩恵の欠片?, Onkei no Kakera) |                        |                   |                        |
| 16 | 19 febbraio 2024 | ISBN 978-4-08-893113-5 | 11 settembre 2024 | ISBN 978-88-349-2741-0 |
| 16 | Capitoli - 165. (悲劇と好機?, Higeki to kōki) - 166. (手段と目的?, Shudan to mokuteki) - 167. (風紀班?, Fūki-han) - 168. (裏工作?, Ura kōsaku) - 169. (新たな五対?, Aratana gotsui) - 170. (舞台裏?, Butaiura) - 171. (キング?, Kingu) - 172. (ひとつの試験?, Hitotsu no shiken) - 173. (結束?, Kessoku) - 174. (彼女たちの秘密?, Kanojotachi no himitsu) - 175. (立ちはだかる壁?, Tachihadakaru kabe) |                        |                   |                        |
| 17 | 17 maggio 2024 | ISBN 978-4-08-893259-0 | 22 gennaio 2025   | ISBN 978-88-349-3102-8 |
| 17 | Capitoli - 176. (暗示と覚醒?, Anji to kakusei) - 177. (オリバーの試験?, Oribā no shiken) - 178. (それぞれの戦い?, Sorezore no tatakai) - 179. (呪いの正体?, Noroi no shōtai) - 180. (策略?, Sakuryaku) - 181. (再試験?, Sai shiken) - 182- (師弟?, Shitei) - 183. (サーカスの記憶?, Sākasu no kioku) - 184. (二体の侵入者?, Ni-tai no shin'nyū-sha) - 185. (作戦続行?, Sakusen zokkō) - 186. (共同戦線?, Kyōdō sensen) |                        |                   |                        |
| 18 | 19 settembre 2024 | ISBN 978-4-08-893377-1 | 4 giugno 2025     | ISBN 978-88-349-3367-1 |
| 18 | Capitoli - 187. (猜疑心?, Saigishin) - 188. (敵と味方?, Teki to mikata) - 189. (一体化の儀式?, Ittaika no gishiki) - 190. (狂信者?, Kyōshinja) - 191. (欠けた記憶?, Kaketa kioku) - 192. (怪物?, Kaibutsu) - 193. (作戦の結末?, Sakusen no ketsumatsu) - 194. (水面下?, Suimenka) - 195. (新班編成?, Shin-han hensei) - 196. (クリストファー様?, Kurisutofā-sama) - 197. (アンソニー?, Ansonī) |                        |                   |                        |
| 19 | 17 gennaio 2025 | ISBN 978-4-08-893479-2 | —                 | —                      |
| 19 | Capitoli - 198. (独白?, Dokuhaku) - 199. (生い立ち?, Oitachi) - 200. (シャドーハウス?, Shadō Hausu) - 201. (喪失?, Sōshitsu) - 202. (残った仲間?, Nokotta nakama) - 203. (欺瞞?, Giman) - 204. (奉仕者?, Hōshi-sha) - 205. (没落?, Botsuraku) - 206. (葛藤?, Kattō) - 207. (一堂に会して?, Ichidō ni kai shite) - 208. (正義?, Seigi) |                        |                   |                        |
| 20 | 17 luglio 2025 | ISBN 978-4-08-893617-8 | —                 | —                      |
| 20 | Capitoli - 209. (星降る夜?, Hoshi furu yoru) - 210. (タッグを組んで?, Taggu o kunde) - 211. (お見舞い?, O mimai) - 212. (イヴの悩み?, Ivu no nayami) - 213. (スージーの夢?, Sūjī no yume) - 214. (お姉ちゃん?, O nēchan) - 215. (記録と記憶?, Kiroku to kioku) - 216. (ルイーズの目覚め?, Ruīzu no mezame) - 217. (かたき討ち?, Katakiuchi) - 218. (定期報告会?, Teiki hōkokukai) - 219. (直談判?, Jikadanpan) |                        |                   |                        |

#### Capitoli non ancora in formatotankōbon
Questa lista è suscettibile di variazioni e potrebbe essere incompleta o non aggiornata.

- 220.  (ジョゼフの思惑?, Jozefu no omowaku)
- 221.  (昔語り?, Mukashigatari)
- 222.  (平和ボケ?, Heiwa boke)
- 223.  (氷解?, Hyōkai)

### Anime
Annunciato ad ottobre 2020 con la pubblicazione del sesto volume del manga, l'opera riceve un adattamento anime realizzato dallo studio CloverWorks. A dicembre dello stesso anno, vengono annunciati i primi membri dello staff, come Kazuki Ōhashi alla regia, Toshiya Ōno alla sceneggiatura, Kenichiro Suehiro alle musiche e Chizuko Kusakabe al character design. Il mese successivo viene annunciato che Yū Sasahara e Akari Kitō avrebbero fatto parte del cast, doppiando rispettivamente Emilico e Kate. La serie è andata in onda dall'11 aprile al 4 luglio 2021. La sigla di chiusura è Nai Nai di ReoNa.
L'11 settembre 2021, durante una diretta streaming è stato annunciato che una seconda stagione era entrata in produzione. Il cast principale e lo staff sono tornati a ricoprire i rispettivi ruoli. È stata trasmessa dall'8 luglio al 23 settembre 2022. La sigla d'apertura è Shall We Dance? di ReoNa mentre quella di chiusura è Masquerade delle ClariS. In Italia è stata pubblicata in versione sottotitolata su Crunchyroll.

#### Episodi

##### Prima stagione
| Nº | Titolo italiano (traduzione letterale) Giapponese 「Kanji」 - Rōmaji                         | In onda        | In onda |
| Nº | Titolo italiano (traduzione letterale) Giapponese 「Kanji」 - Rōmaji                         | Giapponese     |         |
| 1  | L'ombra e la sua bambola 「シャドーと生き人形」 - Shadō to iki ningyō                        | 11 aprile 2021 |         |
| 2  | Fuori dalla stanza 「部屋の外には」 - Heya no soto ni wa                                     | 18 aprile 2021 |         |
| 3  | Malattia della fuliggine 「すすによる病」 - Susu ni yoru yamai                               | 25 aprile 2021 |         |
| 4  | Spettatori notturni 「深夜の見回り」 - Shin'ya no mimawari                                   | 2 maggio 2021  |         |
| 5  | Il debutto 「お披露目」 - Ohirome                                                            | 9 maggio 2021  |         |
| 6  | Labirinto del giardino 「庭園迷路」 - Teien meiro                                            | 16 maggio 2021 |         |
| 7  | Mappa incompleta 「不完全な地図」 - Fukanzen na chizu                                        | 23 maggio 2021 |         |
| 8  | Nel palmo della sua mano 「手のひらの上」 - Te no Hira no Ue                                 | 30 maggio 2021 |         |
| 9  | La gabbia per uccelli e i fiori 「鳥籠と花」 - Torikago to hana                              | 6 giugno 2021  |         |
| 10 | L'ultima coppia 「最後の一対」 - Saigo no ittsui                                             | 13 giugno 2021 |         |
| 11 | La bevanda scura 「黒い飲み物」 - Kuroi nomimono                                             | 20 giugno 2021 |         |
| 12 | Per signoreggiare l'ala del nonno 「おじい様と共にある棟へ」 - Ojii-sama to tomo ni aru tō e | 27 giugno 2021 |         |
| 13 | Per il bene della famiglia delle ombre 「シャドー家のために」 - Shadō-ke no tame ni          | 4 luglio 2021  |         |

##### Seconda stagione
| Nº | Titolo italiano Giapponese 「Kanji」 - Rōmaji                                | In onda           | In onda |
| Nº | Titolo italiano Giapponese 「Kanji」 - Rōmaji                                | Giapponese        |         |
| 1  | I giovani adulti 「新成人たち」 - Shin seijin-tachi                          | 8 luglio 2022     |         |
| 2  | Il miglior detentore della stella 「最高の“星つき”」 - Saikō no "hoshitsuki" | 15 luglio 2022    |         |
| 3  | Le grandi pulizie 「大掃除」 - Ōsōji                                         | 22 luglio 2022    |         |
| 4  | Potenziali sospetti 「犯人候補」 - Hannin kōho                               | 29 luglio 2022    |         |
| 5  | Rimpatriata a notte fonda 「深夜の同期会」 - Shin'ya no dōkikai              | 5 agosto 2022     |         |
| 6  | Cielo notturno 「夜の空」 - Yoru no sora                                     | 12 agosto 2022    |         |
| 7  | Indagini individuali 「個別捜査」 - Kobetsu sōsa                             | 19 agosto 2022    |         |
| 8  | L'identità del nobile Mantello 「ローブ様の正体」 - Rōbu-sama no shōtai      | 26 agosto 2022    |         |
| 9  | L'ultima lezione 「最後の授業」 - Saigo no jugyō                             | 2 settembre 2022  |         |
| 10 | Il valore dell'amicizia 「仲間の価値」 - Nakama no kachi                     | 9 settembre 2022  |         |
| 11 | La loro risposta 「ふたりの答え」 - Futari no kotae                          | 16 settembre 2022 |         |
| 12 | I ribelli 「抗う者たち」 - Aragau mono-tachi                                 | 23 settembre 2022 |         |